# Дінтікон
Дінтікон (нім. Dintikon) — громада  в Швейцарії в кантоні Ааргау, округ Ленцбург.

## Географія
Громада розташована на відстані близько 75 км на північний схід від Берна, 15 км на схід від Аарау.
Дінтікон має площу 3,7 км², з яких на 18,8% дозволяється будівництво (житлове та будівництво доріг), 39% використовуються в сільськогосподарських цілях, 42,2% зайнято лісами, 0% не є продуктивними (річки, льодовики або гори).

## Демографія
2019 року в громаді мешкало 2254 особи (+15,8% порівняно з 2010 роком), іноземців було 24,8%. Густота населення становила 606 осіб/км².
За віковим діапазоном населення розподілялося таким чином: 23,1% — особи молодші 20 років, 61,9% — особи у віці 20—64 років, 15% — особи у віці 65 років та старші. Було 897 помешкань (у середньому 2,5 особи в помешканні).
Із загальної кількості 942 працюючих 36 було зайнятих в первинному секторі, 212 — в обробній промисловості, 694 — в галузі послуг.